# Cosimo Zappelli
Cosimo Zappelli (Viareggio, 23 de febrero de 1934 - Mont Blanc, Pic Gamba, 8 de septiembre de 1990) fue un alpinista italiano.

## Biografía
Zappelli tenía como formación la de enfermero diplomado. No obstante, trabajó como guía alpino, guía y monitor de esquí; igualmente fue divulgador, fotógrafo y colaborador de diversas editoriales. Las empresas de montaña de Zappelli comenzaron con escaladas en el grupo del Mont Blanc emparejado con Walter Bonatti, después de que falleciera Oggioni en el Pilar Central de Frêney. Ascendieron la cara norte del Grand Pilier d'Angle sobre la Brenva, abriendo una vía entre el 22 y 23 de junio del año 1962 una vía de dificultad ED-, con una longitud de 750 m.
No obstante, según relata el propio Bonatti, estuvieron escalando juntos durante tres años, hasta que Zappelli entró a formar parte de la Società delle Guide di Courmayeur ("Sociedad de los guías de Courmayeur"), de la que Bonatti se había alejado, "con claro resentimiento". Participó en expediciones fuera de Europa a Irán para subir los montes Zagros, en África (Kilimanjaro, Ruwenzori y Hoggar) en la antigua URSS en el Cáucaso, y en América del Sur (los Andes).
Fue miembro de diversas organizaciones:
- Grupo Alta Montaña (Groupe Haute Montagne - G.H.M.) francés
- Cuerpo nacional de socorro alpino y espeleológico (Corpo Nazionale di Soccorso Alpino e Speleologico) italiano
- Grupo italiano de escritores de Montaña (Gruppo Italiano Scrittori di Montagna - G.I.S.M.) italiano, desde el año 1978

Falleció en el año 1990 sobre el Pic Gamba en el macizo del Mont Blanc.

## Publicaciones
- 1979: Guida ai rifugi e bivacchi in Valle d'Aosta ("Guía de los refugios y vivacs en el Valle de Aosta"), ed. Musumeci, ISBN 88-7032-009-X
- 1991 - Rifugi e bivacchi in Valle d'Aosta aggiornato da Pietro Giglio, ("Refugios y vivacs del Valle de Aosta actualizado por Pietro Giglio"), ed. Musumeci, EAN 9788870323665